# Raymond Grasset
Jacques-Baptiste-François-Raymond Grasset  (Riom (Puy-de-Dôme), 10 januari 1892, - Clermont-Ferrand, 8 februari 1968) was een Franse politicus en arts.
Grasset was een arts die gespecialiseerd was in verloskunde. Hij was sergeant tijdens de Eerste Wereldoorlog en bataljonsarts tijdens de Slag om Verdun. Grasset maakte van 1919 tot 1940 deel uit van de Républicains Radicaux et Radicaux-Socialistes, was een leidend figuur van de oudstrijdersbeweging van de Puy-de-Dôme, president van de Fédération des mutilés de guerre du Puy-de-Dôme. Hij was consul-generaal van het kanton Riom-West.
Op 15 oktober 1940 werd hij voorzitter van de Légion française des combattants van de Puy-de-Dôme.
Na de terugkeer van Pierre Laval als premier in 1942 volgde Grasset op 18 april 1942 Serge Huard op als minister van Gezin en Volksgezondheid in het kabinet-Laval. Vanaf 16 maart 1944 minister van Openbare Gezondheid, een positie die hij tot 19 augustus 1944 bekleedde. Hij was tevens voorzitter van de Conseil départemental du Puy-de-Dôme, die de Commission administrative (Administratieve Commissie) onder presidentschap van François Albert-Buisson verving.
Op 4 juni 1942 viel het Franse verzet zijn huis aan.
Na de bevrijding verstopte zich Grasset voor een tijd. In 1947 vervolgde de Haute Cour de justice Grasset wegens “misdrijven tegen de staatsveiligheid”, maar Grasset wist zich te beroepen op daden van verzet en werd op 18 december 1947 vrijgesproken..
Hij was houder van de Gallische bijl (francisque gallique) (no 326). Hij was ook voorzitter van de artsenvakbond van de Puy-de-Dôme.

## Werken
- Trépanés, Gazés, Paludéens. Étude clinique et médico-légale en vue de l'expertise (les trépanés par le docteur Raymond Grasset, les Gazés par le docteur de Medevieille, les Paludéens par le docteur Marc Mazières), Angers, Union fédérale des associations françaises de mutilés, réformés blessés et anciens combattants de la Grande Guerre et de leurs veuves, orphelins et ascendants, Imprimerie du commerce, 1923. In-8, 71 p.
- Légion française des combattants. Assemblée générale constitutive de la Légion du Puy-de-Dôme, à Clermont-Ferrand, le 3 novembre 1940. La Légion, son chef, son esprit, son action, Clermont-Ferrand, Maison du mutilé (imprimerie de Mont-Louis), 1940, 16 p.
- Instructions à propos de la lutte anti-tuberculeuse, Secrétariat d'État à la Santé et à la Famille-Direction de la santé, 1943.
- Au service de la médecine, chronique de la santé publique durant les saisons amères, 1942-1944 (lettre-préface de Georges Duhamel), Clermont-Ferrand, Imprimerie de G. de Bussac, 1956, 96 p.